# Annalisa Ericsonová
Annalisa Ericsonová (14. září 1913 Stockholm, Švédsko – 21. dubna 2011 Stockholm, Švédsko) byla švédská herečka známa především z účinkování ve švédských filmech v letech 1930 až 1950.
Herectví začala studovat roku 1930. Její první filmový úspěch byl film Värmlänningarna roku 1932. Ve 40. letech se objevila v několika muzikálech s hercem Nilsem Poppem a tento pár se stal známým pro svoje akrobatické tancovaní.
Ericsonová hrála v letech 1930–1991 celkem v 58 švédských filmech. Její poslední role byla ve filmu Annalisa och Sven roku 2004.